# Takayanagia
Takayanagia es un género de foraminífero bentónico de la subfamilia Cassidulininae, de la familia Cassidulinidae, de la superfamilia Cassidulinoidea, del suborden Buliminina y del orden Buliminida. Su especie tipo es Cassidulina delicata. Su rango cronoestratigráfico abarca desde el Plioceno hasta la Actualidad.

## Discusión
Clasificaciones previas incluían Takayanagia en el suborden Rotaliina del orden Rotaliida.

## Clasificación
Takayanagia incluye a las siguientes especies:
- Takayanagia cushmani
- Takayanagia delicata